# Herb Łaskarzewa
Herb Łaskarzewa – jeden z symboli miasta Łaskarzew w postaci herbu. Wizerunek herbowy znany jest od XV stulecia i jest powtórzeniem herbu kapituły poznańskiej (biskupi poznańscy byli właścicielami miasta).

## Wygląd i symbolika
Herb przedstawia na błękitnej późnogotyckiej tarczy typu hiszpańskiego klucze św. Piotra w skosy złoty i srebrny na mieczu św. Pawła o żelaźcu (głowni) srebrnym ku czołu tarczy, rękojeści i jelcu złotym. 